# Lian Jiang (vattendrag i Kina, Guangdong, lat 23,23, long 116,58)
Lian Jiang är ett vattendrag i Kina. Det ligger i provinsen Guangdong, i den södra delen av landet, omkring 340 kilometer öster om provinshuvudstaden Guangzhou.
Genomsnittlig årsnederbörd är 1 871 millimeter. Den regnigaste månaden är maj, med i genomsnitt 377 mm nederbörd, och den torraste är oktober, med 18 mm nederbörd.